# Central European Football League
La Ligue de football américain d'Europe centrale (CEFL) est une organisation sportive de football américain organisant deux compétitions internationales :
- un championnat permettant de remporter le CEFL Bowl ;
- une coupe permettant de remporter la CEFL Cup.

En 2018, ces compétitions sont disputées par des clubs issus de plusieurs pays : Autriche, République tchèque, Pologne, Russie, Serbie et Turquie.
Le championnat 2018 a été disputé par 5 équipes de champions nationaux et le champion CEFL 2017. La finale du championnat est dénommée le CEFL Bowl.
La coupe 2018 a été disputée par 4 équipes.
Depuis la saison 2018, le vainqueur de la compétition dispute désormais la finale dénommée Ligue des champions européenne de l'IFAF où il est opposé au vainqueur de la Northern European Football League.

## Histoire
Jusqu'à la création de la Coupe CEFL en 2017, le nom de l'organisation était celui de sa compétition phare - le Championnat CEFL ou "la Ligue".
À son origine en 2005, l'organisation était dénommée Ligue Européenne de Football Américain du Sud-Est (SELAF). On y retrouvait des clubs issus uniquement de Serbie et de Slovénie. Elle acquiert son nom définitif de CEFL avant le début de la saison 2008 lorsque des équipes d'autres pays la rejoigne.
Les quatre premières saisons de la ligue sont disputées du printemps à l'automne, avec une pause estivale variant d' un mois et demi à 3 mois.
À partir de 2010, le championnat se déroule au printemps.
Au fil des ans, la ligue accueilli de manière intermittente des équipes de clubs originaires des pays suivants : Autriche, Bosnie-Herzégovine, Croatie, République tchèque, Danemark, Hongrie, Pologne, Russie, Serbie, Slovaquie, Slovénie et Turquie.
Les Autrichiens de Swarco Raiders du Tyrol sont les champions en titre. Lors du CEFL Bowl XIIII, ils ont battu le 9 juin 2018 au Tivoli Stadium d'Innsbruck les Turcs de Rams de Koç.

## Palmarès de la CEFL Cup
| Saison | Édition      | Ville hôte                                                | Vainqueur                                                 | Résultat                                                  | Opposant                                                  |
| ------ | ------------ | --------------------------------------------------------- | --------------------------------------------------------- | --------------------------------------------------------- | --------------------------------------------------------- |
| 2017   | CEFL Cup I   | Slovénie, Kranj                                           | Novi Sad Gat Dukes                                        | 59 – 0                                                    | Alp Devils                                                |
| 2018   | CEFL Cup II  | Serbie, Belgrade                                          | Beograd SBB Vukovi                                        | 55 – 41                                                   | Gdynia Seahawks                                           |
| 2019   | CEFL Cup III | Italie, Bolzano                                           | Moscow Spartans                                           | 15 – 14                                                   | Bolzano Giants                                            |
| 2020   | -            | Compétition annulée à la suite de la pandémie de Covid-19 | Compétition annulée à la suite de la pandémie de Covid-19 | Compétition annulée à la suite de la pandémie de Covid-19 | Compétition annulée à la suite de la pandémie de Covid-19 |
| 2021   | -            | Compétition annulée                                       | Compétition annulée                                       | Compétition annulée                                       | Compétition annulée                                       |
| 2022   | CEFL Cup IV  | Hongrie, Szekesfehervar                                   | Fehervar Enthroners                                       | 24 - 20                                                   | Prague Lions                                              |
| 2023   | CEFL Cup V   | Serbie, Donja Trnava                                      | Kragujevac Wild Boars                                     | 51 - 45                                                   | Budapest Wolves                                           |

## Palmarès du CEFL Bowl
| Saison | Édition         | Ville hôte                                                | Vainqueur                                                 | Résultat                                                  | Opposant                                                  | MVP (de l'équipe gagnante)                                |
| ------ | --------------- | --------------------------------------------------------- | --------------------------------------------------------- | --------------------------------------------------------- | --------------------------------------------------------- | --------------------------------------------------------- |
| 2006   | SELAF Bowl I    | Serbie, Belgrade                                          | Kragujevac Wild Boars                                     | 23 – 12                                                   | Belgrade Vukovi                                           | Marko Obradović                                           |
| 2007   | SELAF Bowl II   | Serbie, Belgrade                                          | Belgrade Vukovi                                           | 28 – 27                                                   | Budapest Wolves                                           | Pavle Tasić                                               |
| 2008   | CEFL Bowl III   | Autriche, Vienne                                          | CNC Gladiators                                            | 14 – 08                                                   | Belgrade Vukovi                                           | Peter de Gouw                                             |
| 2009   | CEFL Bowl IV    | Serbie, Belgrade                                          | Belgrade Vukovi                                           | 39 – 20                                                   | Cineplexx Blue Devils (de)                                | Jordan Green                                              |
| 2010   | CEFL Bowl V     | Slovénie, Ivančna Gorica                                  | Belgrade Vukovi                                           | 20 – 42                                                   | Ljubljana Silverhawks                                     | Brandon McDowell                                          |
| 2011   | CEFL Bowl VI    | Hongrie, Budapest                                         | Belgrade Vukovi                                           | 34 – 33                                                   | Budapest Wolves                                           | Vinnie Miroth                                             |
| 2012   | CEFL Bowl VII   | Serbie, Belgrade                                          | Ljubljana Silverhawks                                     | 34 – 21                                                   | Belgrade Vukovi                                           | Anthony Gardner                                           |
| 2013   | CEFL Bowl VIII  | Serbie, Belgrade                                          | Belgrade Vukovi                                           | 42 – 0                                                    | Kragujevac Wild Boars                                     | Mihailo Josović                                           |
| 2014   | CEFL Bowl IX    | Serbie, Ivančna Gorica                                    | Belgrade Vukovi                                           | 27 – 17                                                   | Ljubljana Silverhawks                                     | Shaun Rutherford                                          |
| 2015   | CEFL Bowl X     | Serbie, Novi Sad                                          | Novi Sad Dukes (sr)                                       | 25 – 23                                                   | Belgrade Vukovi                                           | William Powell                                            |
| 2016   | CEFL Bowl XI    | Autriche, Graz                                            | Graz Giants                                               | 52 – 49                                                   | Belgrade Vukovi                                           | Moritz Profant                                            |
| 2017   | CEFL Bowl XII   | Autriche, Innsbruck                                       | Swarco Raiders du Tyrol                                   | 55 – 20                                                   | Kragujevac Wild Boars                                     | Sean Shelton                                              |
| 2018   | CEFL Bowl XIII  | Autriche, Innsbruck                                       | Swarco Raiders du Tyrol                                   | 49 – 20                                                   | Koç Rams                                                  | Fabian Seeber                                             |
| 2019   | CEFL Bowl XIV   | Suisse, Coire                                             | Swarco Raiders du Tyrol                                   | 46 – 42                                                   | Calanda Broncos                                           | Darius Robinson (KR)                                      |
| 2020   | –               | Compétition annulée à la suite de la pandémie de Covid-19 | Compétition annulée à la suite de la pandémie de Covid-19 | Compétition annulée à la suite de la pandémie de Covid-19 | Compétition annulée à la suite de la pandémie de Covid-19 | Compétition annulée à la suite de la pandémie de Covid-19 |
| 2021   | CEFL Bowl XV    | Autriche, Innsbruck                                       | Unicorns de Schwäbisch Hall                               | 22 – 16                                                   | Swarco Raiders du Tyrol                                   | Tyler Rutenbeck                                           |
| 2022   | CEFL Bowl XVI   | Allemagne, Schwäbisch Hall                                | Unicorns de Schwäbisch Hall                               | 42 – 17                                                   | Panthers Parma                                            | Tyler Rutenbeck                                           |
| 2023   | CEFL Bowl XVII  | France, La Courneuve                                      | Flash de La Courneuve                                     | 26 - 21                                                   | Black Panthers de Thonon                                  | Angelo Druck                                              |
| 2024   | CEFL Bowl XVIII | Suisse, Coire                                             | Danube Dragons                                            | 27 - 14                                                   | Calanda Broncos                                           | Paul Schachner                                            |
| 2025   | CEFL Bowl XIX   | Suisse, Coire                                             | Black Panthers de Thonon                                  | 28 - 21                                                   | Calanda Broncos                                           | Adel Bafdile                                              |